# Killiniq Island
Killiniq Island (oft auch als Killinek Island bezeichnet) ist eine direkt der Nordostspitze Labradors vorgelagerte Insel im Norden Kanadas. Sie ist die einzige Landmasse Kanadas, auf der das Territorium Nunavut (Region Qikiqtaaluk) und die Provinz Neufundland und Labrador eine gemeinsame Landgrenze haben.

## Geschichte
Die reichen Jagd- und Fischgründe rund um die Insel wurden von Inuit seit Jahrhunderten genutzt. In den 1960er Jahren wurde an der Stelle der Inuit-Siedlung eine Handels- und Wetterstation und ein Stützpunkt der Royal Canadian Mounted Police mit entsprechender Infrastruktur errichtet. Wegen des Terrains war die Anlage eines Flugplatzes nahe der Siedlung nicht möglich, was die Versorgung des Stützpunktes erschwerte. Als in den späten 1970er Jahren die Bevölkerung abnahm, beschloss die Regierung die Aufgabe der Siedlung. Dies führte dazu, dass auch die Inuit-Familien gegen ihren Willen an entfernte Orte in Nunavik und Nunavut umgesiedelt wurden. Sie mussten Ausrüstung und Vorräte zurücklassen und verloren ihre vertraute Umgebung.
In ersten Jahren nach Aufgabe der Siedlung gab es nur sporadische Besuche von Inuit auf Killiniq. 1983 wurde von  Makivik ein experimentelles Fischereiprojekt mit einigen ursprünglichen Inuit-Familien von Killiniq durchgeführt, welches bis 1985 lief. Während dieser Zeit wurde ein Teil der Gebäude-Infrastruktur auf das Festland von Labrador verbracht (der Ort wurde Tarpangayuq genannt), wo versucht wurde, eine unabhängige Inuit-Siedlung zu etablieren, und wo 1985/86 einige Inuit-Familien überwinterten.
Bis in die frühen 1990er Jahre benutzte die kanadische Küstenwache einige der Gebäude und Einrichtungen während der Sommermonate als Wetterstation. Dann wurde jedoch eine neue, unbemannte Station direkt neben der früheren Siedlung errichtet.

## Geographie
Killiniq Island liegt vor der Nordostspitze der Labrador-Halbinsel und ist von dieser durch die nur wenige Hundert Meter (an der engsten Stelle 150 Meter) breite McLelan Strait getrennt. Im Westen grenzt die Insel an die Ungava Bay, im Osten an die Davis Straße und im Norden an die Gray Strait, die Killiniq Island von den Button Islands trennt. Die Insel ist 30 km lang, bis zu 11 km breit und weist eine Fläche von 269 km² auf. Die 10 km lange Grenze zwischen dem Territorium Nunavut und der Provinz Neufundland und Labrador befindet sich im Südosten der Insel.
An der Westküste Killiniqs, im heutigen Nunavut, befand sich bis 1978 mit Port Burwell eine Siedlung sowie ein Außenposten der Royal Canadian Mounted Police.

Ansichten
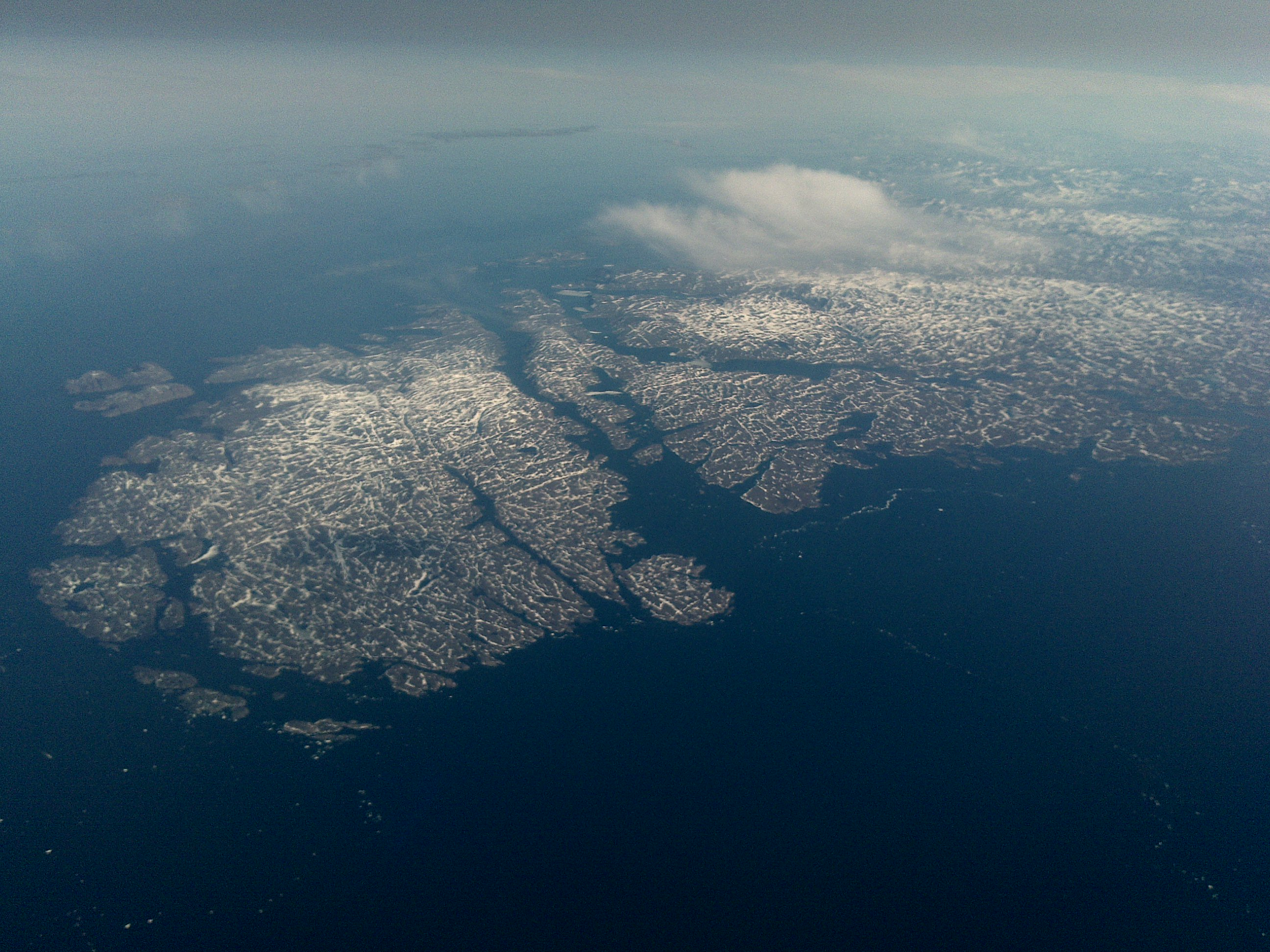
Luftbild von Killiniq Island (links), rechts die Labrador-Halbinsel
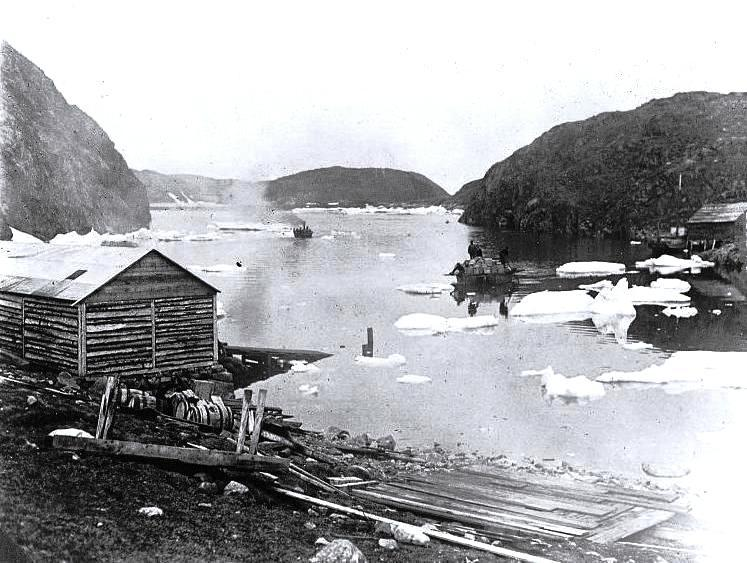
Port Burwell im Jahre 1919